# Walt Disney Studios Burbank
Pour les articles homonymes, voir Walt Disney Studios.
Walt Disney Studios Burbank est à la fois le siège social de la Walt Disney Company et un lieu de production cinématographique, situé à l'adresse postale 500 South Buena Vista Street à Burbank en Californie. Il regroupe des plateaux techniques cinématographiques et un grand nombre de bâtiments aux usages variés. Il comprend plusieurs œuvres architecturales hébergeant les bureaux ou les studios d'animation comme l’ABC Building d'Aldo Rossi, le Team Disney Building de Michael Graves et le Feature Animation Building de Robert A. M. Stern.
Construits à partir de la fin des années 1930 comme un campus universitaire, les studios ont été inaugurés en 1941. La production de films en prise de vue réelle et pour la télévision s'est faite progressivement avec la construction de plateaux de tournage (« Stage ») puis de décors. À la différence d'autres studios hollywoodiens, le complexe de Disney ne compte que très peu de plateaux de tournage.
De nombreux éléments ont disparu au profit de bureaux ou parkings comme les décors de la série télévisée Zorro (1957). Au début des années 1950, la partie sud du complexe a failli accueillir un parc d'attractions, projet abandonné au profit d'un parc plus grand à Anaheim, le parc Disneyland. Le complexe a désormais pour principale vocation d'accueillir des bureaux et des services de post-productions.

## Historique

### Années 1940: Naissance d'un campus Disney

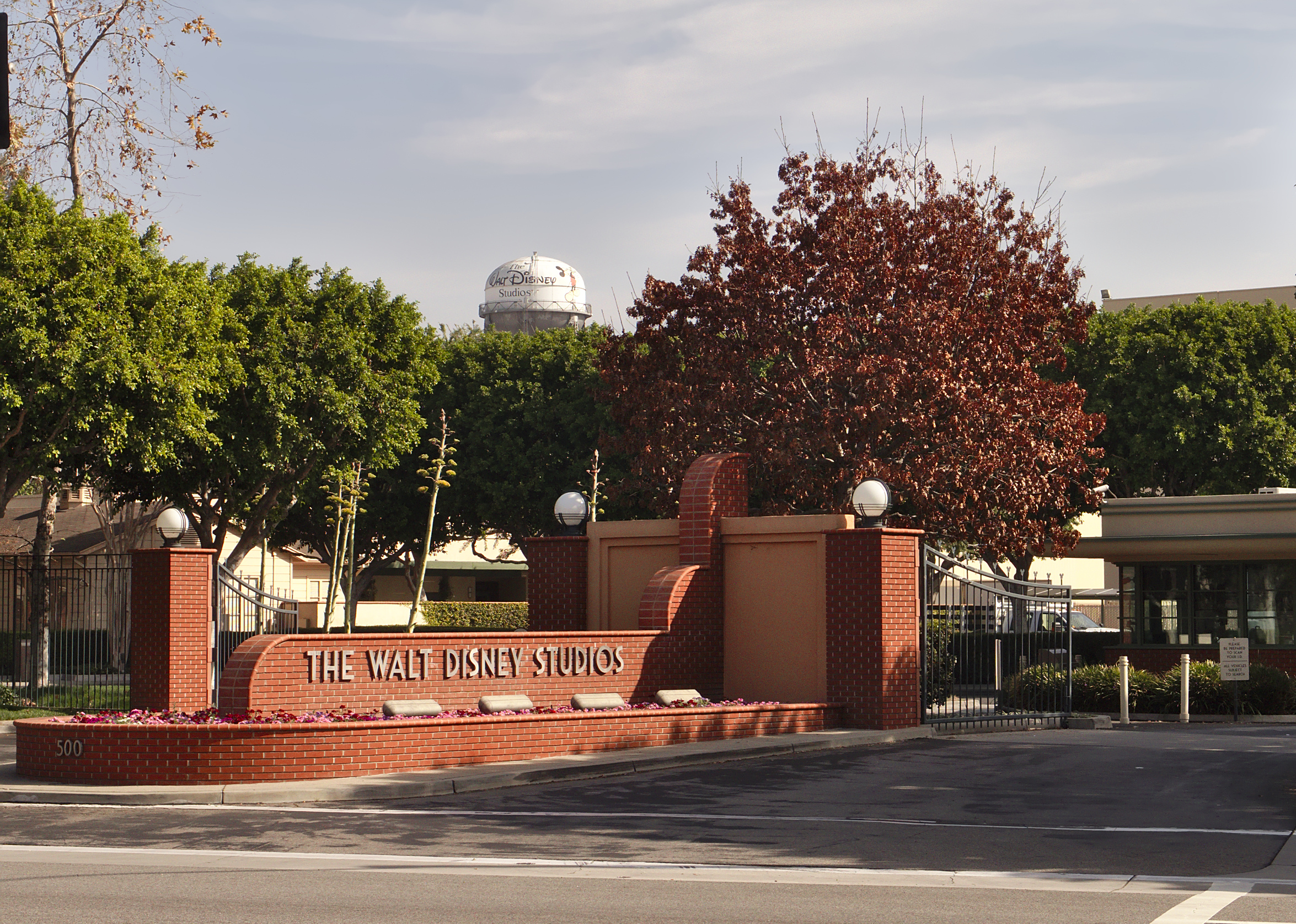
Entrée sur la Buena Vista Avenue.

Après avoir eu des studios sur Kingswell Avenue entre 1923 puis à partir de 1926 sur Hyperion Avenue, dans le milieu des années 1930, Walt Disney s'aperçut que ses studios d'Hyperion Avenue devenaient trop petits pour accueillir ses équipes en croissance permanente. Le succès de Blanche-Neige et les Sept Nains procura à Walt Disney les moyens financiers d'en construire de nouveaux. Entre 1937 et 1938, Disney fait construire sur les terrains adjacents des studios d'Hyperion, un plateau de tournage, un bâtiment pour l'animation des longs métrages, un pour l'encrage et un autre pour la photographie ainsi que trois coffres de stockage de films. Une conséquence de ce manque de place aux studios d'Hyperion est qu'en 1939, la production de Bambi débute dans un studio loué sur Seward Street tandis les équipes chargées du scénario, de la promotion et des formations occupent des bureaux au-dessus de l’Ontra Cafeteria à l'angle d'Hollywood Boulevard et Vine Street. Disney occupe le 861 Seward Street, ancien  Harman-Ising Studio avec qui Disney collaborait et désormais occupé par une antenne de Technicolor.
Durant l'été 1938, alors que Roy effectue un voyage en Europe, Walt jette son dévolu sur un terrain en friche de l'autre coté des collines de Griffith Park à l'angle d'Alamaeda Avenue et de Buena Vista Street. Le 31 août 1938, Walt et Roy Disney déposent un chèque de 10 000 USD pour acheter 51 acres (20,64 ha), première parcelle des futurs studios Disney. Sur ce terrain d'environ 20 ha situé à Burbank au nord de Los Angeles, il demande à l'architecte, issu du mouvement Art déco, Kem Weber de réaliser un campus créatif. Sa volonté était de permettre à chaque dessinateur de travailler avec une lumière naturelle. Ainsi le bâtiment principal de trois étages, depuis nommé Animation Building, présente la forme d'un double H.
Le film Le Dragon récalcitrant sorti le 24 décembre 1939 est l'occasion de proposer une visite des studios juste avant leur ouverture, le déménagement ayant pris fin le 6 mai 1940. Paul Sammon évoque lui un déménagement à partir de Noël 1939 et s'achevant en 1940.
Les studios ne comptent alors qu'un seul hangar de tournage, le Studio 1 construit dès 1940 pour tourner les séquences avec acteurs du film Fantasia (1940). Alors que les équipes d'animation achèvent Pinocchio (1940) et travaillent sur Fantasia (1940), l'équipe responsable de Bambi (1942) doit s'installer dans des locaux en location sur Seward Street. Le déménagement débute selon Jimmy Johnson en janvier 1940.
L'ensemble devait ressembler à un campus et ouvre en 1941. Au début des années 1940, Disney utilisait parfois l'adresse postale 2400 W Alameda Avenue, adresse de l'entrée nord du complexe.
| \| Kingswell Studios Hyperion Avenue 861 Seward Street 500 Buena Vista Street Grand CentralCreative Campus \| Localisation des différents studios historiques de Disney à Los Angeles. |
| Kingswell Studios Hyperion Avenue 861 Seward Street 500 Buena Vista Street Grand CentralCreative Campus                                                                                |

### Années 1950: création d'un studio cinématographique et projet de parc d'attraction
L'utilisation des studios pour tourner des films de cinéma en prise de vue réelle ou de télévision ne débute que dans les années 1950 car Walt Disney a dû produire plusieurs films au Royaume-Uni. À la fin de l'année 1948, les fonds de la société bloqués dans les pays étrangers, dont le Royaume-Uni, dépassent les 8,5 millions d'USD. Walt Disney décide de créer un studio en Grande-Bretagne, Walt Disney British Films Ltd dont la première production est L'Île au trésor (1950). En Californie, en plus du premier plateau, un second plateau Stage 2 est construit en 1949 pour la télévision et sert aux premiers épisodes de Badge 714 réalisé par Jack Webb.
L'idée que le studio devienne son propre distributeur est portée par Roy O. Disney frère de Walt qui avait déjà poussé son frère à accorder des licences pour des produits dérivés au début des années 1930. La filiale de distribution est créée le 10 novembre 1953 sous le nom de Buena Vista Pictures Distribution d'après la rue longeant le studio afin de ne plus être lié à d'autres groupes cinématographiques. Le premier film à être distribué par Buena Vista est Le Désert vivant de la série des True-Life Adventures. Le contrat précédent avec RKO initié en 1937 s'arrête pour les longs métrages en 1954 et pour les courts métrages en 1956.
À la fin des années 1940, Walt Disney développe un projet de parc d'attractions. Il commence alors à développer l'idée de construire un lieu dans ses studios de Burbank pour que les touristes le visite et qu'ils prennent des photos de statues des personnages de Disney. Le concept se transforme ensuite en un petit parc de loisirs avec un bateau et différentes zones thématisées dont une ville fantôme, situé au sud de la Riverside Drive. Ce parc, d'abord nommé Mickey Mouse Park, fut mis en concept par Harper Goff dès 1951 selon les directives de Walt mais en parallèle quelques autres animateurs furent sollicités pour ajouter des idées. En août 1953, un autre terrain est trouvé à Anaheim par le Stanford Research Institute, ce sera le parc Disneyland.
Les besoins techniques requis pour produire le film Vingt Mille Lieues sous les mers (1954) pousse le studio à développer son outil de production de films en prise de vue réelles. Le plateau Stage 3 est construit entre 1953 et 1954 et comprend un réservoir souterrain pour des scènes aquatiques ou sous-marines. En plus, un bâtiment de trois étages pour le département des accessoires est construit avec à sa tête Emile Kuri, débauché par Walt Disney de l'équipe d'Alfred Hitchcock, dont la tâche fut de le remplir.
En juin 1955, le studio entame la construction de ses premiers décors permanents afin de tourner la série Zorro comprenant plusieurs bâtiments du village de « Pueblo La Reina de Los Angeles », la caserne de soldats avec ses palissades. Le budget monte à 100 000 USD,.
En 1958, le studio construit un quatrième plateau pour accueillir les décors du film Darby O'Gill et les Farfadets (1959). Le studio comprend alors plusieurs départements dont le département artistique dirigé par Carroll Clark, ancien directeur chez RKO Pictures, le département effets spéciaux dirigé par Robert A. Mattey et le département musique comprenant 5 ou six compositeurs à plein temps pour les films et les émissions de télévision. Robert Mattey et le réalisateur Arthur J. Vitarelli ont souvent fait équipe sur des films avec des scènes d'éléments volants. Le campus avec ses différents départements nécessaires à la création de films a marqué d'un style indélébile les productions du studio des années 1950 et 1960 tant au niveau visuel que sonore. À la fin des années 1950, Walt Disney produit trois longs métrages en prise de vue réelle par an et trois séries télévisées ce qui pousse la société à construire des décors permettant qui renforce par la suite ce style Disney.
Au début des années 1960, le studio engage John B. Mansbridge pour construire à l'arrière du studio (à l'Est) plusieurs décors une rue résidentielle des années 1920, une place de centre ville et une rue de style western qui ont depuis été détruits (voir #Éléments disparus). Durant la décennie des années 1960, la partie au sud de la Riverside Drive est en partie réquisitionnée pour construire la Ventura Freeway, une portion de la U.S. Route 101.
En 1976, le Roy O. Disney Building ouvre à l'ouest de l'Animation Building,.

### Années 1990 et 2000: Renouveau du complexe pour abriter les nombreuses filiales
À la suite du changement de direction en 1984, marquant l'arrivée de Michael Eisner, la société retrouve le succès et de nouveaux projets débutent.
Le Team Disney, œuvre de Michael Graves, est construit en 1991 au nord-ouest du site le long d'Alameda Avenue et Buena Vista Drive et sert de bureaux pour la direction de l'entreprise, il est renommé Michael D. Eisner Building en 2006.
En raison de la proximité des studios de Warner Bros., NBC et Disney, et de leurs développements respectifs, la ville de Burbank a imposé des règles d’urbanisme dans ce qui est appelé le « Media District
. » Une des conséquences est le développement du Grand Central Creative Campus sur le site de l'ancien aéroport Grand Central Airport.
Le 13 octobre 1992, la ville de Burbank accepte un projet de Disney estimé à 600 millions d'USD pour construire de 10 nouveaux bâtiments dans le complexe dont deux tours de 15 étages, deux de 12 étages et 1 parking souterrain. Ce projet devant porter le nombre d'employés de 2 700 à 8 000 en ajoutant 1 900 000 pieds carrés (176 516 m2) ne semble pas être nommé à l'époque. Il correspond vraisemblablement au Frank G. Wells Building et au Roy E. Disney Animation Building bien qu'aucun ne fasse la hauteur mentionnée.
En décembre 1994, un nouveau bâtiment destiné à l'animation, œuvre de Robert A. M. Stern, est ouvert de l'autre côté de la Riverside Drive, le Feature Animation building, rebaptisé Roy E. Disney Animation Building en janvier 2010. Le projet avait été annoncé en 1992 pour un prix  de 600 millions d'USD et 240 000 pieds carrés (22 297 m2). L'animation qui avait déménagé en 1986 pour faire de la place aux autres services, était alors répartis sur 6 bâtiments principalement des hangars et des constructions modulaires.
En 1997, le Frank G. Wells Building est inauguré au nord du complexe ainsi que deux plateaux de tournages juste derrière les Stages 6 & 7.
En novembre 2000, l’ABC Building d'Aldo Rossi est inauguré de l'autre côté de la Riverside Drive. Quelques mois plus tard le Zorro Parking permet d'accueillir les voitures des employés.
En décembre 2012, un studios de production numérique, le Digital Studio Center, est inauguré dans l'ancien bâtiment 78 réaménagé juste à l'entrée sur Riverside Drive.
En 2017, Marvel Studios dévoile sa présence au second étage du Frank G. Wells Building
Le 6 mars 2018, Walt Disney Studios lance avec Accenture Interactive, StudioLab un projet de trois ans pour développer la réalité virtuelle,. Le 26 juin 2018, Cisco rejoint le projet StudioLAB de Disney, qui au sein d'un studio de 3 500 pieds carrés (325 m2) au cœur des studios historiques de Disney aura pour mission d'imaginer les loisirs et leurs productions,.

## Organisation des studios

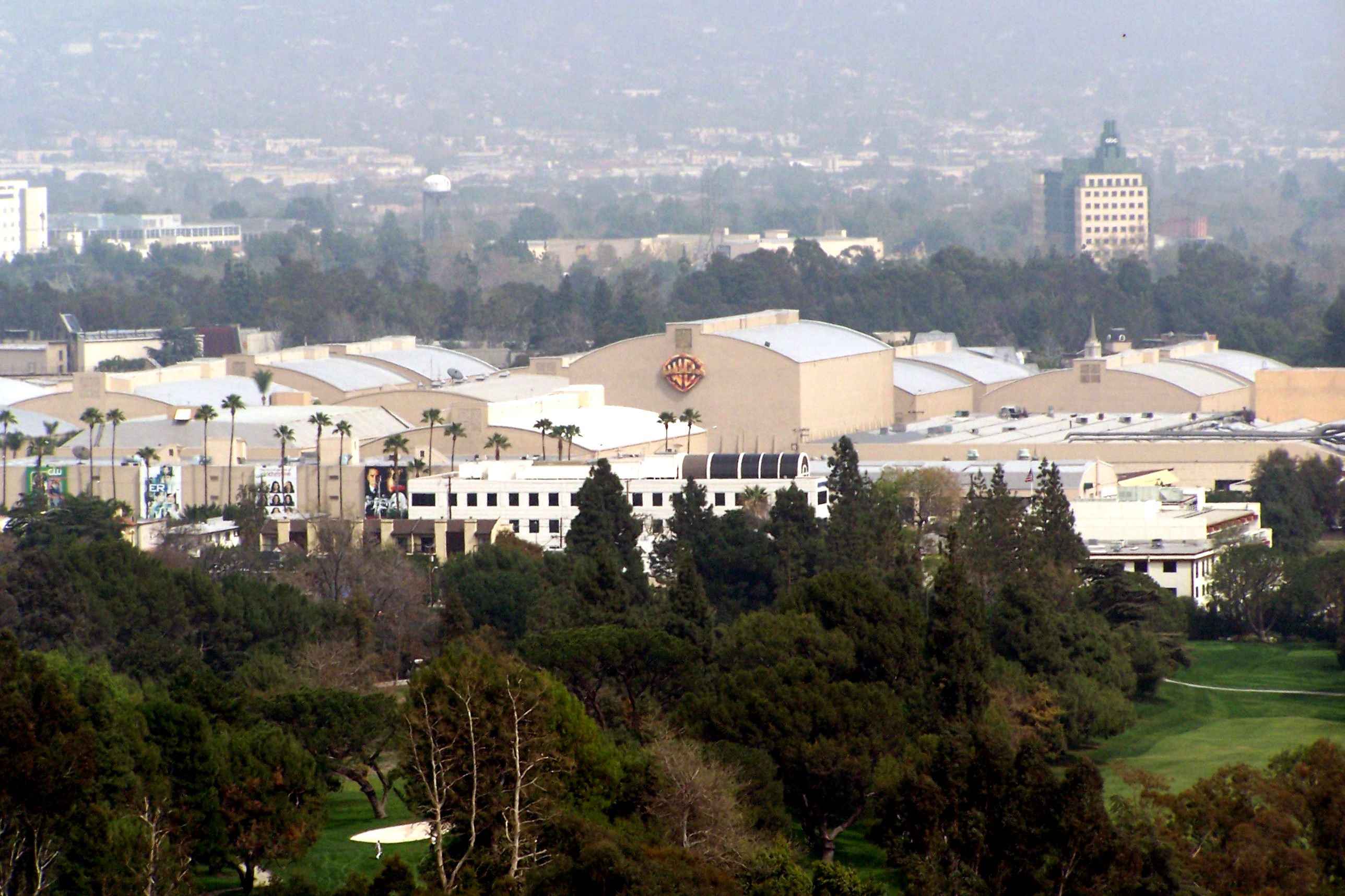
Les studios Warner Bros avec à l'arrière-plan la tour ABC et les studios Disney.

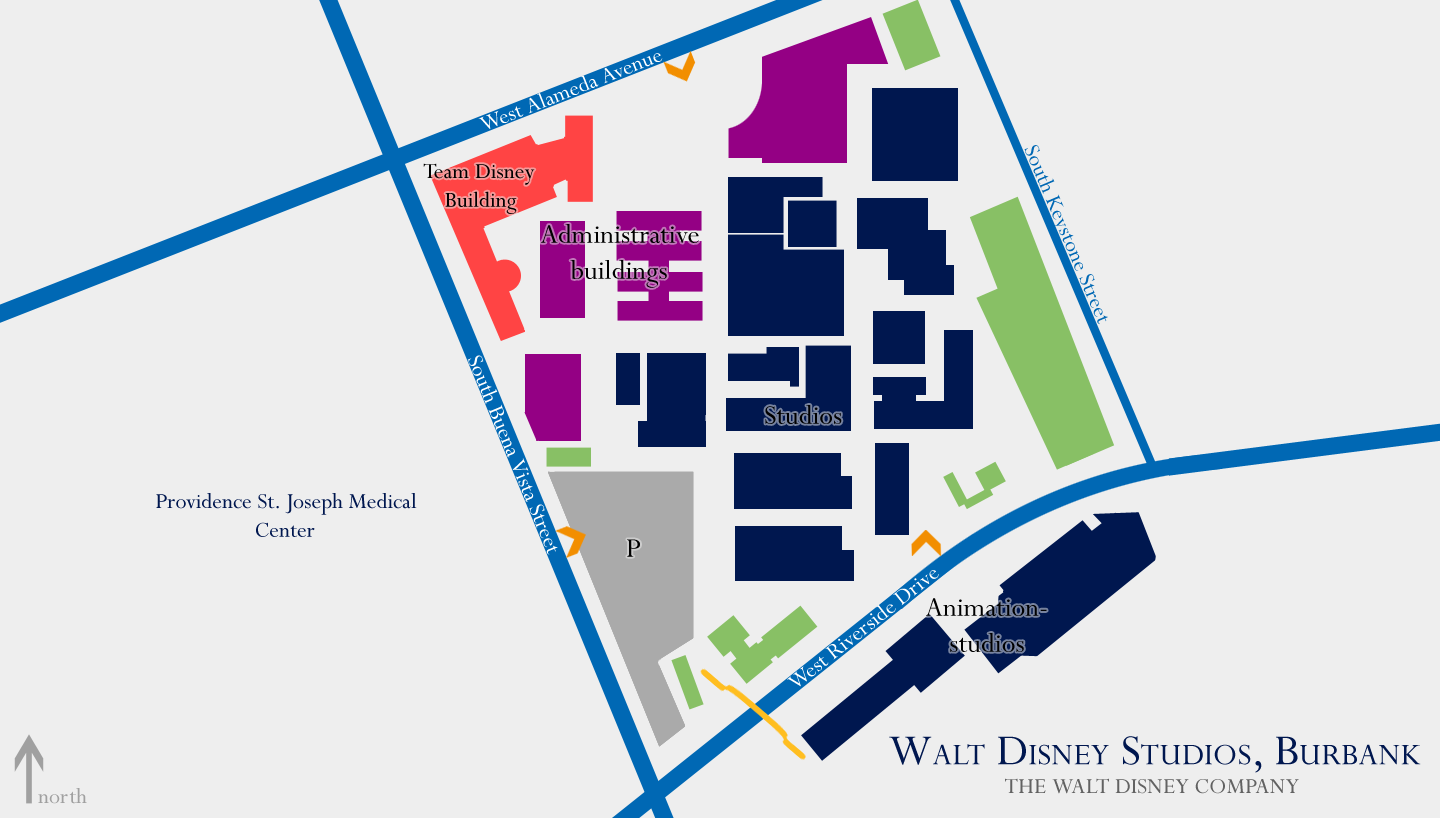
Plan schématique des studios.

Le complexe se situe le long de la Ventura Freeway, au nord du parc Griffith dans la banlieue nord de Los Angeles. Juste à côté se trouve l'hôpital St Joseph où mourut Walt Disney.
La Buena Vista Drive sépare les studios de l'hôpital, c'est l'ancienne entrée principale et l'adresse officielle des studios. Une route, Riverside Drive, longe la Ventura Freeway et coupe la zone en deux. Au nord c'est le complexe principal, au sud on retrouve le Feature Animation Building. et l'ABC Building. L’Alameda Avenue délimite au nord les studios et c'est sur cette rue que se trouve la nouvelle entrée principale.
Au travers de différentes sociétés, Disney possède quelques terrains à proximité de son siège social :
- La Walt Disney Properties possède le lot 2401 sur West Alameda Avenue depuis 1993[38], utilisé comme crèche
- La Disney Keystone Properties possède huit lotissements sur la South Keystone Street à l'est du studio à savoir
  - le lot 2021 sur Riverside Drive (à l'angle avec Keystone Street) [39]
  - les lots 410, 426, 436, 514, 518, 522, 534 et 540 sur Keystone Street[40],[41],[42],[43].

Plusieurs voies organisent l'espace intérieur des studios. Trois avenues découpent le studio dans le sens nord-sud.
- La plus à l'ouest est la Mickey Avenue.
- Celle au centre est la Minnie Avenue.
- La plus à l'est est la Donald Avenue.

Au nord du complexe la Disney Legends Plaza relie la Mickey et la Minnie Avenue avec l'entrée sur Alameda Avenue. La route  au sud de l'Animation Building s'appelle Dopey Drive. Juste en dessous à partir de l'entrée sur Buena Vista Drive, la voie s'appelle Snow White Avenue.

### Les bâtiments actuels
Les bâtiments sont nombreux sur ce site. Ils servent à la fois de bureaux pour de nombreuses filiales de la Walt Disney Company, de studios de tournage et de réalisation de dessins animés pour Walt Disney Pictures.
La série Sonny de Disney Channel, entamée en 2009, comprend des intermèdes montrant les édifices du studio tel que les différents stages ou le Commissary (véritable cafétéria du complexe).

#### Animation Building

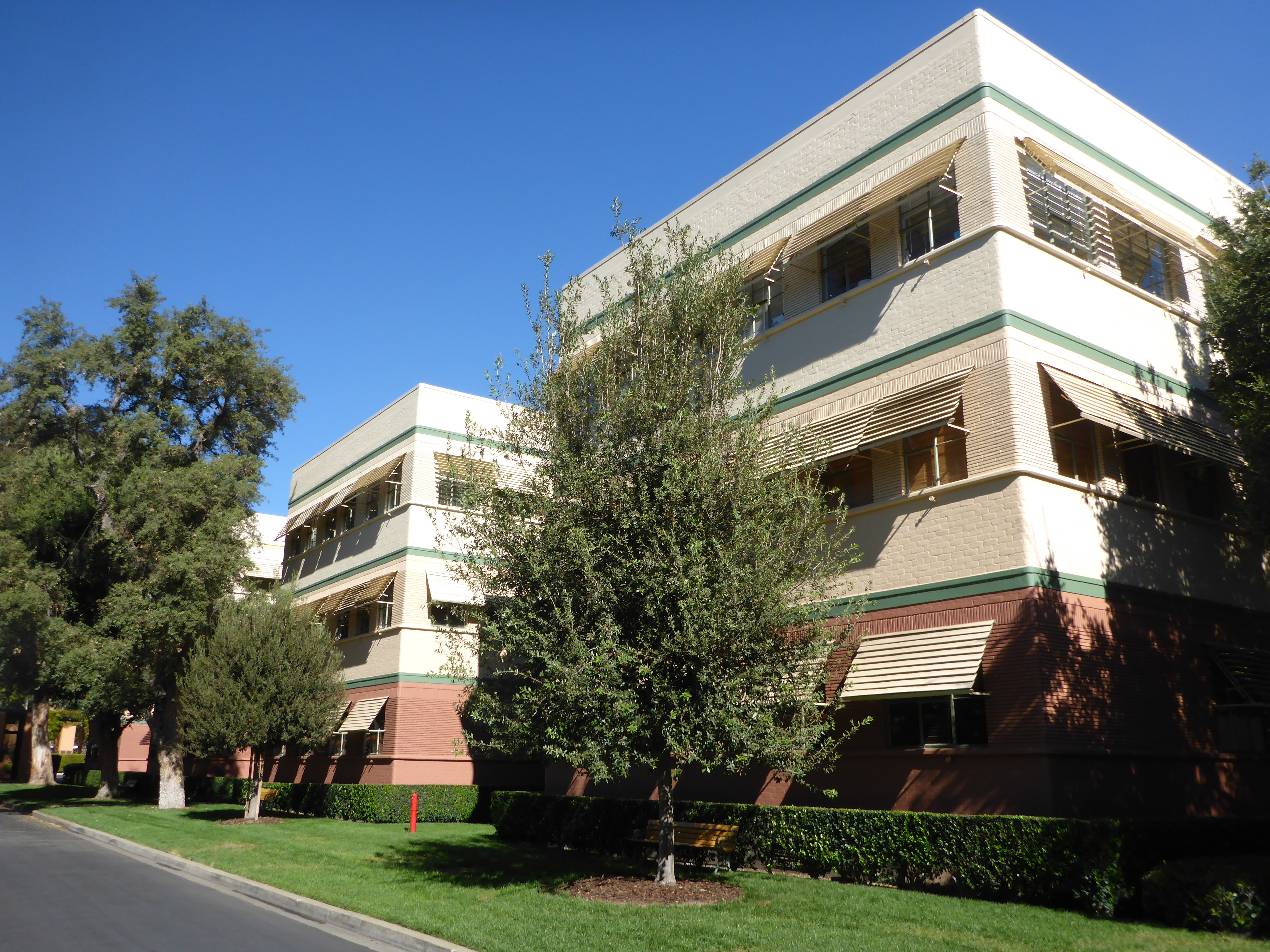
Animation Building.

L’Animation Building est le premier bâtiment construit sur le site en 1940 reconnaissable par sa forme de double H choisie pour maximiser le nombre de bureaux profitant de la lumière naturelle. Il est l'œuvre de l'architecte Kem Weber qui a également conçu le mobilier. Le bâtiment s’élève sur trois étages construit selon des normes anti-sismiques et présente un style moderne aéronautique, très profilé, typique des années 1950. Les fameuses voitures Chrysler de l'époque en sont l'archétype. Des auvents en aluminium protègent les fenêtres de la lumière crue de Californie. Chaque étage est d'une couleur différente. Le rez-de-chaussée est en brique ocre rouge, le deuxième en brique saumon très clair et le dernier en blanc écru. Des lignes vertes soulignent chaque changement d'étage et renforcent la géométrie du lieu. Lors du dossier de construction, Walt Disney a du accepté d'installer par exemple des portes battantes dans les couloirs pour se voir octroyer un prêt de la banque car en cas de faillite l'édifice aurait été plus rapidement transformé en hôpital,. Il est ainsi équipé d'un système d'air conditionné et le couloir central est assez large pour faire se croiser des lits médicalisés et fauteuils roulants. Paul Sammon compare les couloirs à ceux des écoles des années 1950.

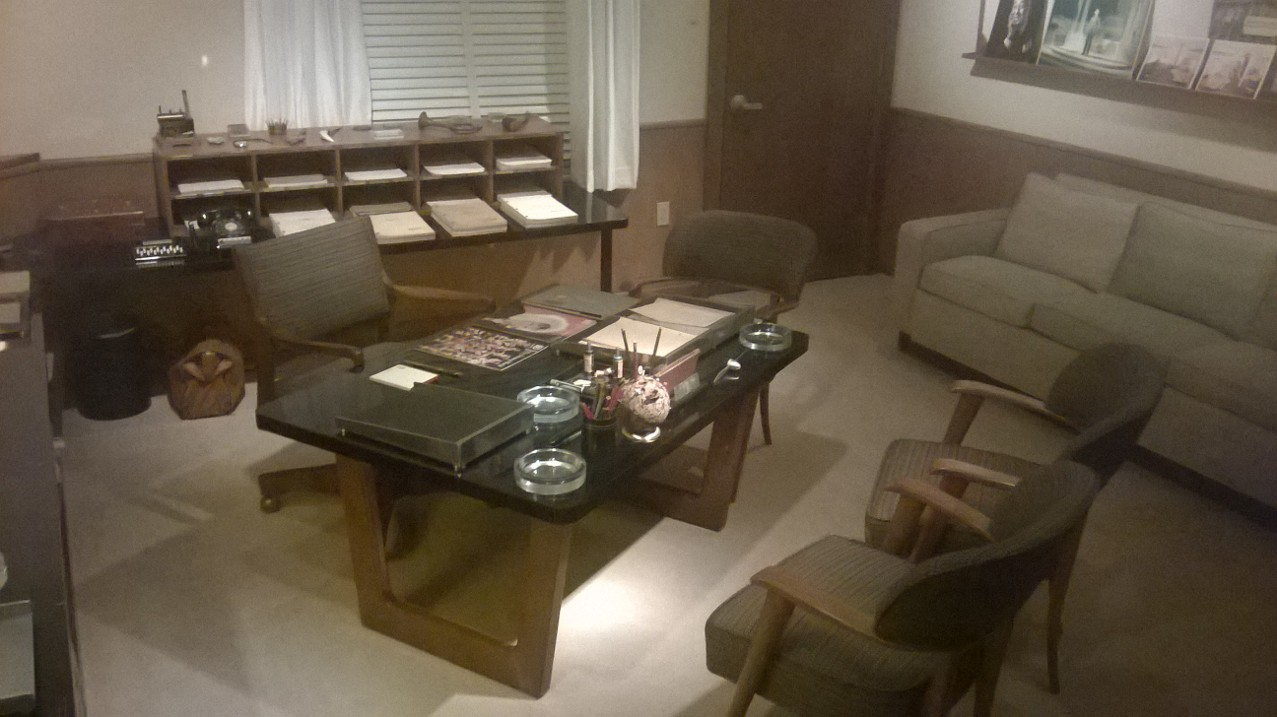
Réplique du bureau de Walt Disney.

L'Animation Building a longtemps accueilli la totalité des bureaux et ateliers de dessins des studios Disney. L'Animation Building hébergeait les services pour l'animation et les caméras, dont la Caméra multiplane située derrière un sas pour éviter les poussières. Le bureau de Walt Disney se trouvait dans l'angle nord-est du bâtiment au 3e étage,. Toutefois, étant le bâtiment principal du complexe pendant de nombreuses années, de moins en moins d'espace était occupé par le département de l'animation. En 1985, tous les bureaux de l'animation furent déplacés dans un bâtiment proche de Walt Disney Imagineering à Glendale. Fin 1994, un nouveau bâtiment a de nouveau accueilli les animateurs dans le complexe, le Feature Animation Building.
Le 5 décembre 2015, Bob Iger inaugure le bureau de Walt Disney restauré à l'identique qu'au moment de son décès en décembre 1966 et désormais accessible aux visites,,. A l'été 2018, un espace nommé StudioLab a ouvert au sein du bâtiment et sert de laboratoire pour les dernières technologies comme des écrans ultraplats pour afficher des posters ou des projecteurs multiples transformant des couloirs en salle de cinéma.
Le bâtiment a été plusieurs fois utilisé comme décor pour des films Disney, et souvent présenté comme un bâtiment universitaire. Pour information: le décor présenté dans les émissions de télévision, tel que Le Monde merveilleux de Disney, est irréel puisqu'on peut voir par la fenêtre située derrière le bureau, l'aile du bâtiment contenant le bureau de Walt.
Les voies autour de l’Animation Building sont nommées :
- Au Nord c'est la Disney Legends Plaza.
- à l'Ouest, la rue séparant le bâtiment du Roy O. Disney Building, s'appelle Mickey Avenue.
- à l'est, la rue séparant des bâtiments généraux s'appelle Minnie Avenue.
- Au sud, la Dopey Drive (Dopey = Simplet) sépare le bâtiment des studios d'enregistrements (stage) sonores A, B, C et D. Le D sert aussi de salle de cinéma pour la visualisation finale et s'appelle le Walt Disney Theater.
- L'angle de la Mickey Avenue et de Dopey Drive s'appelle le Pluto Corner et des pattes de chien sont visibles dans l'asphalte. Le poteau indicateur avait été posé pour le film Le Dragon récalcitrant mais n'a ensuite jamais été enlevé[1].

#### Roy O. Disney Building

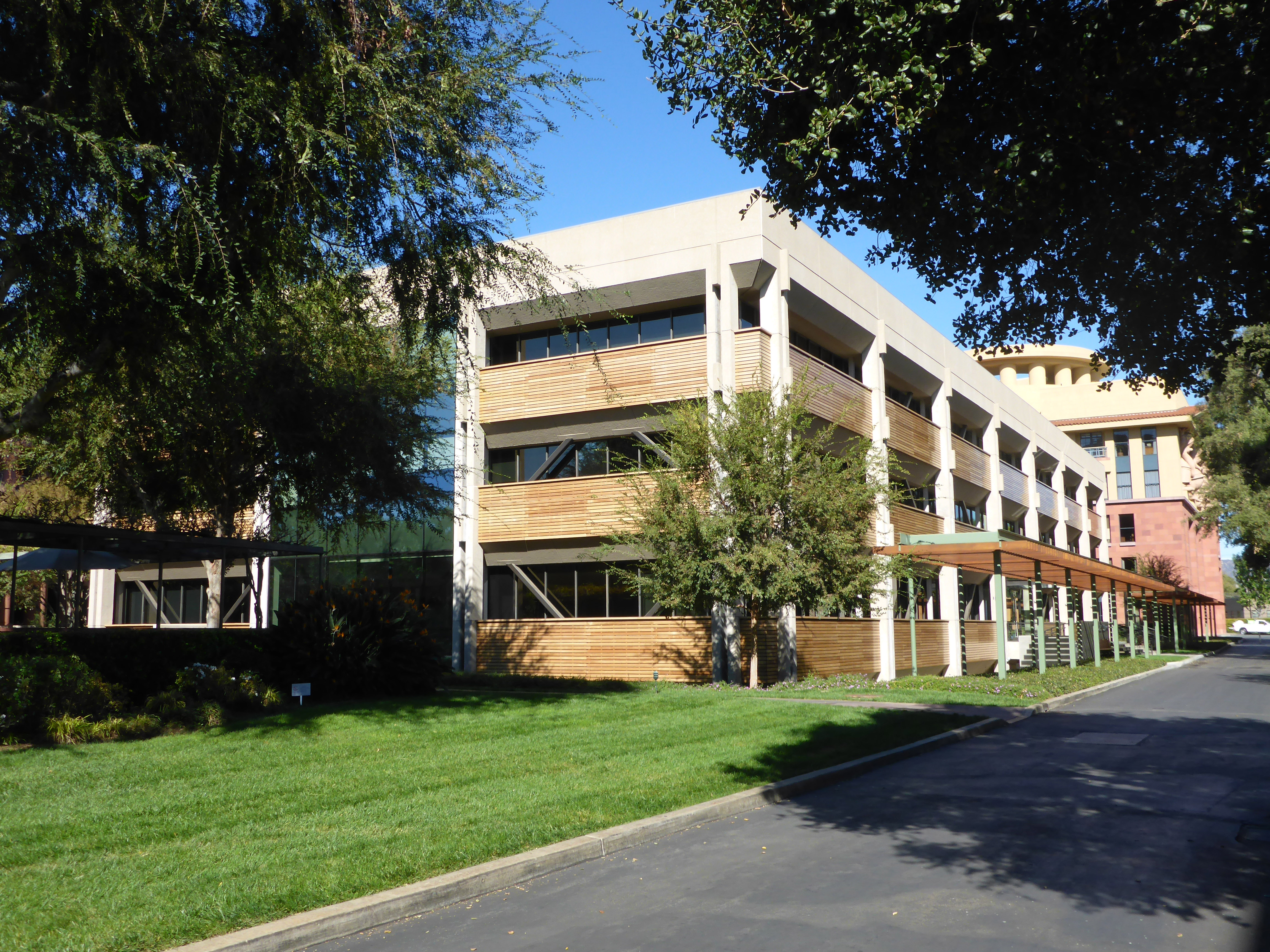
Le Roy O. Disney Building.

Le Roy O. Disney Building est un bâtiment de style international, situé entre l'Animation Building et le Team Disney Building. Il a ouvert en 1976 et accueillait le service Publicité et les Walt Disney Archives, avant le transfert de ce dernier dans le Frank G. Wells Building en 2000. Construit par la société Samuelson Weston, les travaux étaient en court le 16 mai 1976.
Ses parois étaient en béton et en verre fumé noir, considéré en 1980 comme la seule note discordante du campus mais les murs ont été recouverts en majorité de vigne vierge afin d'adoucir l'impression générale. Le bâtiment de 80 000 pieds carrés (7 432 m2) a été rénové en 2012, l'extérieur a été modifié principalement en remplaçant le verre fumé par des lambris.

#### Frank G. Wells Building

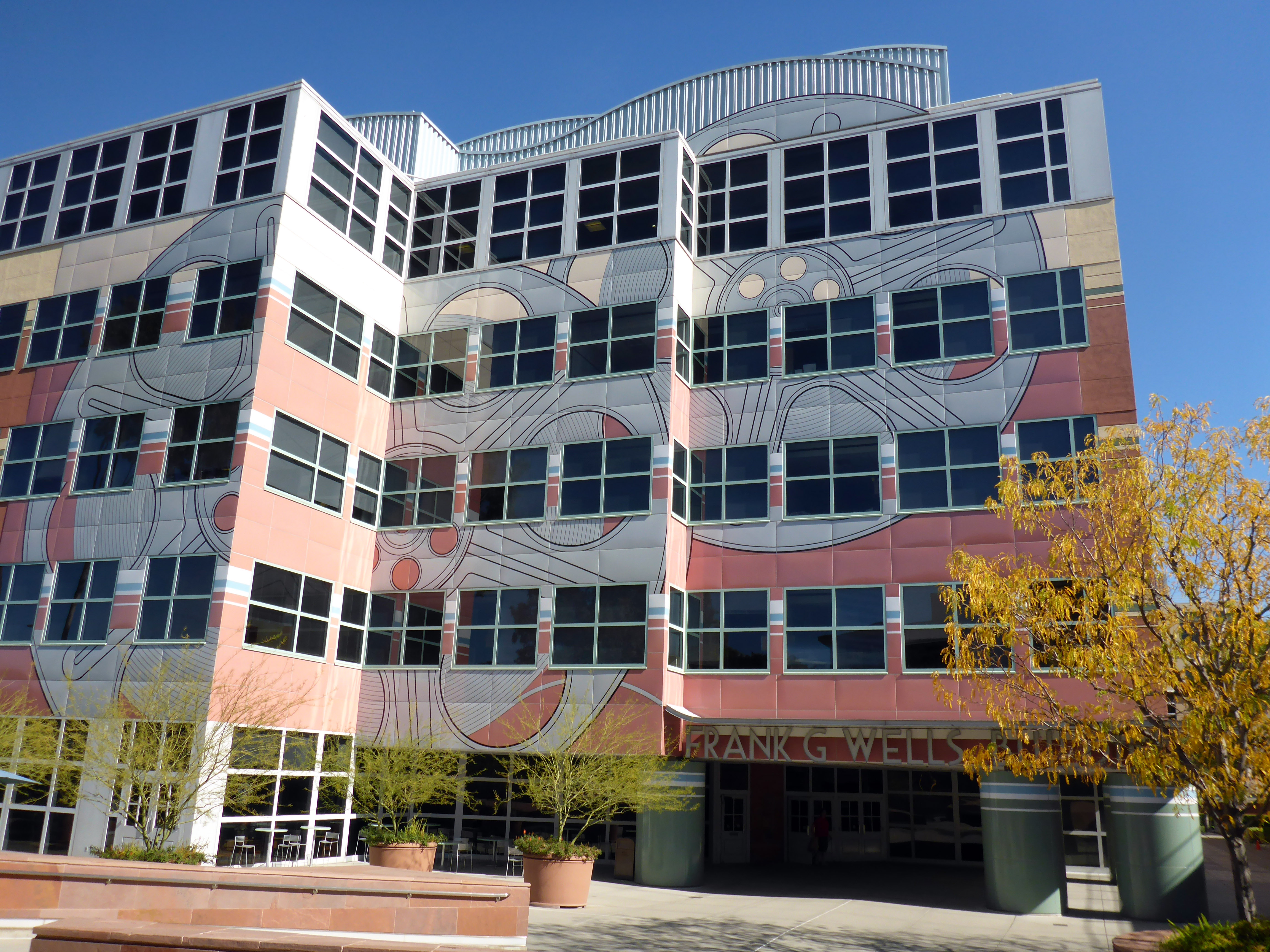
Le Frank G. Wells Building.

Situé juste à gauche de l'entrée sur Alameda Avenue, le Frank G. Wells Building a été construit en 1997 spécialement pour les productions télévisées de Disney. Construit avec un budget de 26 millions d'USD, le bâtiment de cinq étages propose 275 000 pieds carrés (25 548 m2) ainsi que trois niveaux de parking souterrain totalisant 600 places. L'extérieur est recouvert d'un décor aux couleurs saumon, bleu et argenté formant des vagues. La façade donnant vers le Team Disney Building comporte une fresque représentant une bobine de film que la bande traverse de part en part. L'intérieur est en marbre blanc et rose. Il porte le nom de Frank Wells en l'honneur de ce directeur financier de la Walt Disney Company mort prématurément en 1994 dans un accident d'hélicoptère.
Il accueille les bureaux de Walt Disney Television (dont le siège de Walt Disney Television Animation), la Disney University ainsi que les Walt Disney Archives depuis l'année 2000. Toutefois, les locaux de Disney Channel sont situés dans une tour plus à l'ouest sur Alameda Avenue.
Il a été construit à la place de la Western Street et de la Business Street, aussi surnommé Zorro backlot où ont été tournées des scènes de la série Zorro (1957-1961) et certains films comme Rentrez chez vous, les singes ! (1967).

#### Team Disney - Michael D. Eisner Building
D'autres Team Disney Building existent aux États-Unis à Anaheim (Team Disney Building Anaheim) et à Orlando (Team Disney Building Orlando).
|                                                                     |  |                                                                       |
| Colonnade de la façade du Team Disney - Michael D. Eisner Building. |  | Le Team Disney - Michael D. Eisner Building depuis Buena Vista Drive. |

Ce bâtiment, œuvre de Michael Graves, a été construit en 1991 à la place d'une prairie autrefois utilisée par les employés pour déjeuner ou pour certains à s'exercer au golf. Le bâtiment propose 350 000 pieds carrés (32 516 m2) et 1 000 places de parking en souterrain. Les façades du bâtiment sont constituées de grès rouge et de stuc. Le bâtiment a été nommé Team Disney - Michael D. Eisner Building le 26 janvier 2006 durant la période de rachat de Pixar.
Les sept nains servent de colonnes pour la façade. Six des sept nains soutiennent les 3e et 4e étages et Simplet sur le fronton, soutient le toit. Les étages sont regroupés par deux afin de réduire l'importance du bâtiment qui semble ne s'élever que sur trois niveaux au lieu de six. Une rotonde accueille le visiteur derrière la porte. Elle compose une charnière entre les autres parties du bâtiment situées derrière et sur la gauche et permet d'épouser la forme du terrain. Ainsi la façade est perpendiculaire (ou parallèle selon où l'on se place) au très géométrique Animation Building alors que les deux bâtiments sont positionnés en biais derrière et occupent parfaitement l'angle nord-ouest de la propriété.
Après la rotonde, où une photo grandeur nature de Walt Disney accueille le visiteur, on peut rejoindre le corps principal du bâtiment. Deux ailes encadrent une cour rectangulaire, surmontée par des couloirs ajourés à colonnades. Les ailes se rejoignent en un cube qui occupe l'angle.
 
Ensuite le bâtiment se poursuit par une aile le long de la Buena Vista Drive et forme ainsi un "L". Un jardin permet de se reposer entre cette aile et le Roy O. Disney Building.

#### Disney Legends Plaza
|                                                 |  |                                                 |
| La sculpture Disney Legends par Andrea Favilli. |  | Quatre plaques décernées à des Légendes Disney. |

La Disney Legends Plaza est une place située devant le Team Disney Building. Une pergola ressemblant à un péristyle romain encadre un bassin. Au milieu de la "Place des Légendes", rebaptisée ainsi le 16 octobre 1998, une statue a été érigée et dévoilée lors de la cérémonie d'inauguration. La statue est une version de 4,5 m du trophée décerné aux grands personnages de Disney : les Légendes Disney depuis 1987.

C'est la seconde version de cette statue dévoilée pour la première fois en 1997 dans les Fantasia Gardens à l'entrée de Parc Disneyland lors du 5e anniversaire du parc.
Les statues Partners (avec Walt et Mickey) et Sharing the Magic (avec Roy et Minnie sur un banc) sont aussi présentes sur cette place.
Les colonnes protègent les plaques décernées aux Légendes Disney, inspirée de la tradition du Walk of Fame d'Hollywood. Sous la place, un parking est accessible depuis une rampe à gauche de l'entrée.

#### ABC Building

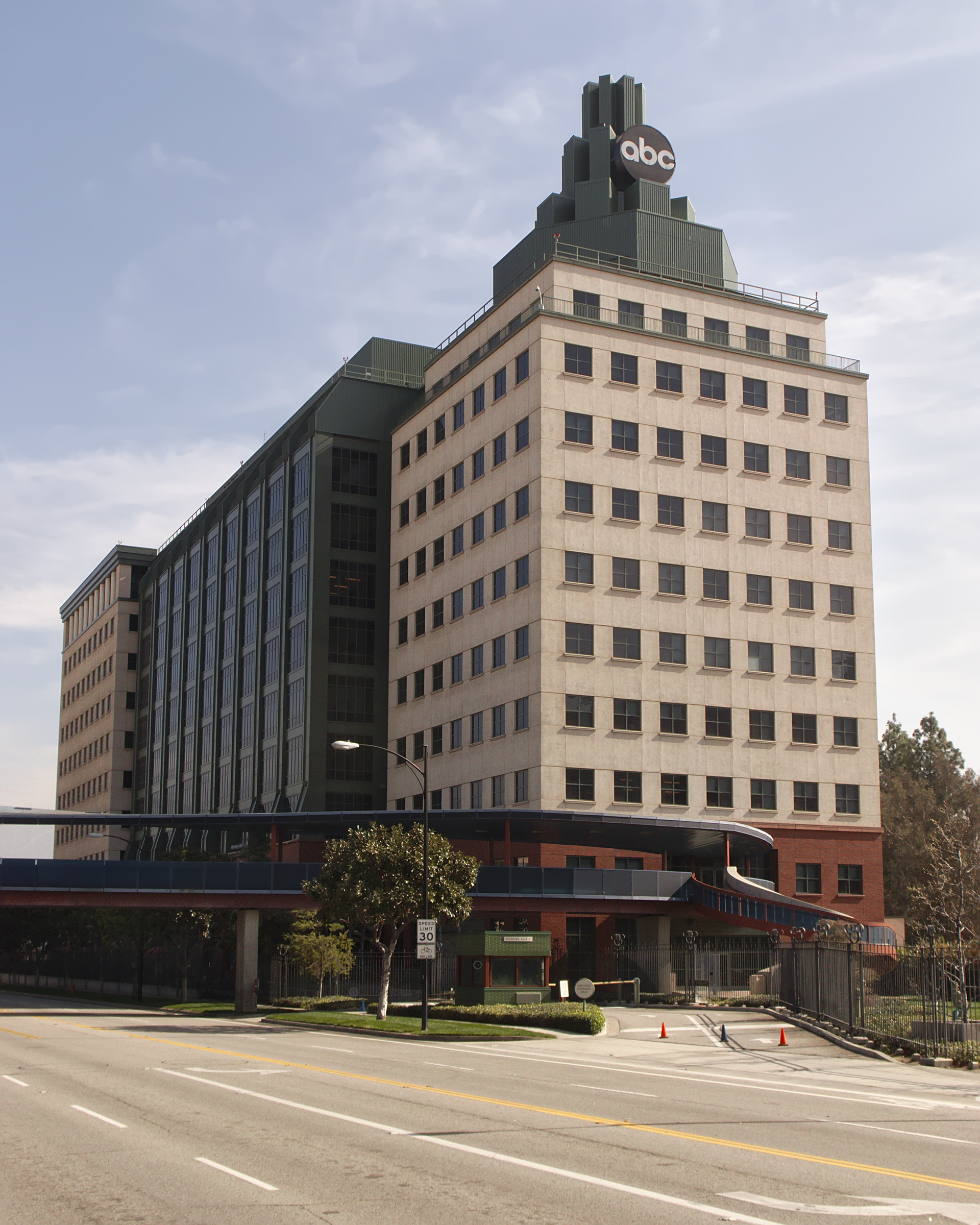
L'ABC Building.

En 1997 à la suite du rachat de ABC, Walt Disney Company décide de construire un bâtiment afin de regrouper différents bureaux de la société précédemment répartis entre New York, la Century City et surtout le ABC TV Center à Los Angeles. L'ABC Building inauguré le 30 novembre 2000 accueille aussi les bureaux de ABC Television Studio (ex-Touchstone Television) et Buena Vista International. Pour ABC c'est le siège du service des programmes. Il est situé de l'autre côté de la Riverside Drive à côté du Feature Animation Building, juste dans l'angle de la parcelle.
Conçu par l'architecte italien Aldo Rossi décédé en 1997, il évoque un gratte-ciel new-yorkais et rappelle l'architecture de Kem Weber pour l'Animation Building. L'édifice a coûté 95 millions d'USD et propose 397 000 pieds carrés (36 883 m2) pour 1 200 employés,.
Ouvert en 1999, il évoque un ensemble de trois tours :
- une petite tour carrée de couleur rouge brique en bas pour les deux premiers étages puis saumon avec des fenêtres noires et surmontée d'une antenne et du logo d'ABC.
- un bâtiment rectangulaire légèrement plus haut aux parois de verre fumé noir et des murs verts.
- une autre tour carrée un peu plus large et plus haute.

Une piste d'hélicoptère existe au-dessus de la plus large tour.
Le bâtiment est le plus haut du complexe avec ses 10 étages de bureaux et cinq niveaux de parking souterrains accessible sous la première tour. Le parking totalise 570 000 pieds carrés (52 955 m2)
Une passerelle conçue par 'l'architecte Liz Larner a été construite en 2000 afin de relier les deux parties du complexe. Elle serpente au-dessus de la Riverside Drive, s'accrochant au premier étage de l’ABC Building et arrive au pied des Stages 4 et 5.
C'est au premier étage que se trouve le Riverside Commissary, une cafétéria.

#### Roy E. Disney Animation Building
|                                             |  |                                                 |
| Entrée du Roy E. Disney Animation Building. |  | Façade sud du Roy E. Disney Animation Buidling. |

En 1992, Disney annonce un projet de nouveau bâtiment à Burbank pour l'animation pour un prix de 600 millions d'USD et 240 000 pieds carrés (22 297 m2). L'animation qui avait déménagé en 1986 pour faire de la place aux autres services, était alors répartis sur 6 bâtiments principalement des hangars et des constructions modulaires.
En 1994, le nouveau bâtiment pour l'animation est construit de l'autre côté de la Riverside Drive derrière l'ABC Building, le Feature Animation building. C'est une œuvre de Robert A. M. Stern ouverte en décembre 1994. Ce nouveau bâtiment de quatre étages et de près de 240 000 pieds carrés (22 297 m2) révèle une architecture colorée et ludique et permet d'accueillir plus de 700 employés.
L'entrée est ornée du chapeau géant de Mickey dans L'Apprenti Sorcier. Un immense couloir surmonté d'une frise rouge et blanche, traverse le bâtiment par le sud le long de l'autoroute. À l'ouest le couloir se termine par un patio et son toit, une crête bicolore, est surnommée "Mohawk" en référence au style capillaire punk. Cette avancée a contenu le bureau de Roy E. Disney, ancien directeur de Walt Disney Feature Animation.
À l'intérieur, de nombreux éléments rappellent l'architecture de Kem Weber dans l'Animation Building comme les insignes sur les portes. Un parking souterrain présente une entrée avec rampe circulaire identique à celle de l'entrée de Walt Disney Studios Burbank, le long de la Alameda Avenue.
Le 10 janvier 2010, lors de la cérémonie funéraire en hommage à Roy Edward Disney, Robert Iger a annoncé que le bâtiment serait renommé Roy E. Disney Animation Building. Le 22 novembre 2014, Disney annonce une rénovation de 16 mois du Roy E. Disney Animation Bldg à Burbank pour faire face à l'évolution des techniques d'animation. Le 7 février 2015, le Los Angeles Times dévoilent les plans du cabinet Lever Architecture pour la rénovation en prenant pour exemple le Pixar Campus,. À l'intérieur les cloisons vont disparaître au profit de grands open space et une nouvelle entrée sous le chapeau de Mickey. Le cabinet avait rénover en 2011 le 833 Sorona Avenue du Grand Central Creative Campus hébergeant les DisneyToon Studios .

### Les plateaux de tournage (stages)
Un « stage » (plateau de tournage) est une salle d'enregistrement que ce soit pour le son, les images ou des effets spéciaux. La plupart des grandes sociétés de cinéma ont dans leurs studios, plusieurs de ces plateaux permettant de tourner des séquences de films ou d'émissions télévisées. En raison de la faible taille des studios, Disney ne possède pas énormément de plateaux, comparé à la trentaine de Warner ou à la vingtaine de Universal.

Vue aérienne du secteur sud du studio avec au premier plan le Commissary et le Casting Building, au second plan les stages ABCD, le Stage 1, le Stage 3 et 4&5, au fond l'ABC Buidling.

#### Stages A, B, C et D
Situés le long de la Dopey Drive juste au sud de l'Animation Building, entre la Mickey Avenue et la Minnie Avenue, ils sont destinés à la sonorisation des films.
- Le Stage A est situé à l'ouest du Main Theater, près de la Mickey Avenue et a servi surtout à l'enregistrement des musiques de films jusqu'en 1985 où il a été converti en studio de doublage[30].
- Le Stage B est réservé à l'enregistrement de dialogue. La plupart des dessins animés de Disney ont été enregistrés ici et la tradition continue avec les dernières productions Disney et Pixar Animation Studios[30].
- Le Stage C a été surtout dévolu aux effets spéciaux sonores mais en raison de la part croissante des émissions de télévision, il sert plutôt de studio de doublage. Il a été rénové en 2001 et accueille un système numérique dernier cri[30].
- Le Stage D est un studio d'enregistrement simulant un cinéma au trois-quarts plein afin d'avoir un rendu sonore le plus proche possible des conditions des spectateurs[30]. Il contient de vrais sièges et sert de salle de cinéma pour visualiser les films terminés. Il est aussi appelé Main Theater.

#### Stage 1: Annette Funicello
C’est le premier plateau à avoir été construit en même temps que l’Animation Building en 1940. Il a été utilisé pour filmer les scènes réelles dans Fantasia. Depuis de nombreuses productions s’y sont succédé. Entre 1952 et 1955, il a permis de construire certaines parties des attractions de Disneyland.
Il se situe avec le Stage 3 dans le prolongement de la Dopey Drive au même niveau que le bloc des stages ABCD et propose une surface de 11 000 pieds carrés (1 022 m2).
Le 24 juin 2013, le Stage 1, où l'émission The Mickey Mouse Club avait été tournée dans les années 1950, est dédié à Annette Funicello, décédée en avril 2013,.

#### Stage 2: Julie Andrews
Il a été construit en 1949 en collaboration avec Jack Webb qui a utilisé ce plateau pour filmer la série Badge 714 (Dragnet),. Il a servi dans le début des années 1960 pour tourner les scènes d'extérieur de Mary Poppins. Ainsi le jardin et les toits de Londres ont été reconstitués dans ce studio de 31 200 pieds carrés (2 899 m2).
À l'occasion de ses 50 ans d'existence, le Stage 2 a été baptisé Julie Andrews en l'honneur de cette actrice le 2 août 2001. Une plaque commémorative est visible à l'entrée.

#### Stage 3
Situé à côté du Stage 1, il a été construit en 1954 spécialement pour le film Vingt Mille Lieues sous les mers avec un réservoir central de 335 m2 et profond de 2,6 m. Il propose une surface de 19 000 pieds carrés (1 765 m2). C'est dans ce plateau que l'équipe chargée des effets spéciaux du film Le Trou noir (1979) a conçu le système Automatic Camera Effects Systems (A.C.E.S.).

#### Stages 4 et 5
À l'origine, le plateau réunissant les Stage 4 & 5, construit en 1958 pour le film Darby O'Gill et les Farfadets, présente la même surface que le Stage 2,. Il se situe juste au sud de ce dernier, à proximité de la Riverside Drive.
John B. Mansbridge, chef décorateur, indique que lors du tournage en hauteur du film Le Trou noir (1979), l'équipe fait roulé un végicule à air comprimé dans le bâtiment.
En 1985, il a été divisé en deux, Stage 4 et Stage 5, de respectivement 14 351 pieds carrés (1 333 m2) et 15 113 pieds carrés (1 404 m2), en raison de la demande importante de "petits plateaux" pour la télévision.

#### Stages 6 et 7
Situé derrière le Frank G. Wells Building et le long de la Donald Avenue, ils ont été construits en 1997 à la place de la Residential Street qui servait de zone de tournage en plein air. Il reste toutefois une portion de la rue. Ils proposent une surface de deux fois 15 000 pieds carrés (1 394 m2).

### Autres bâtiments du complexe

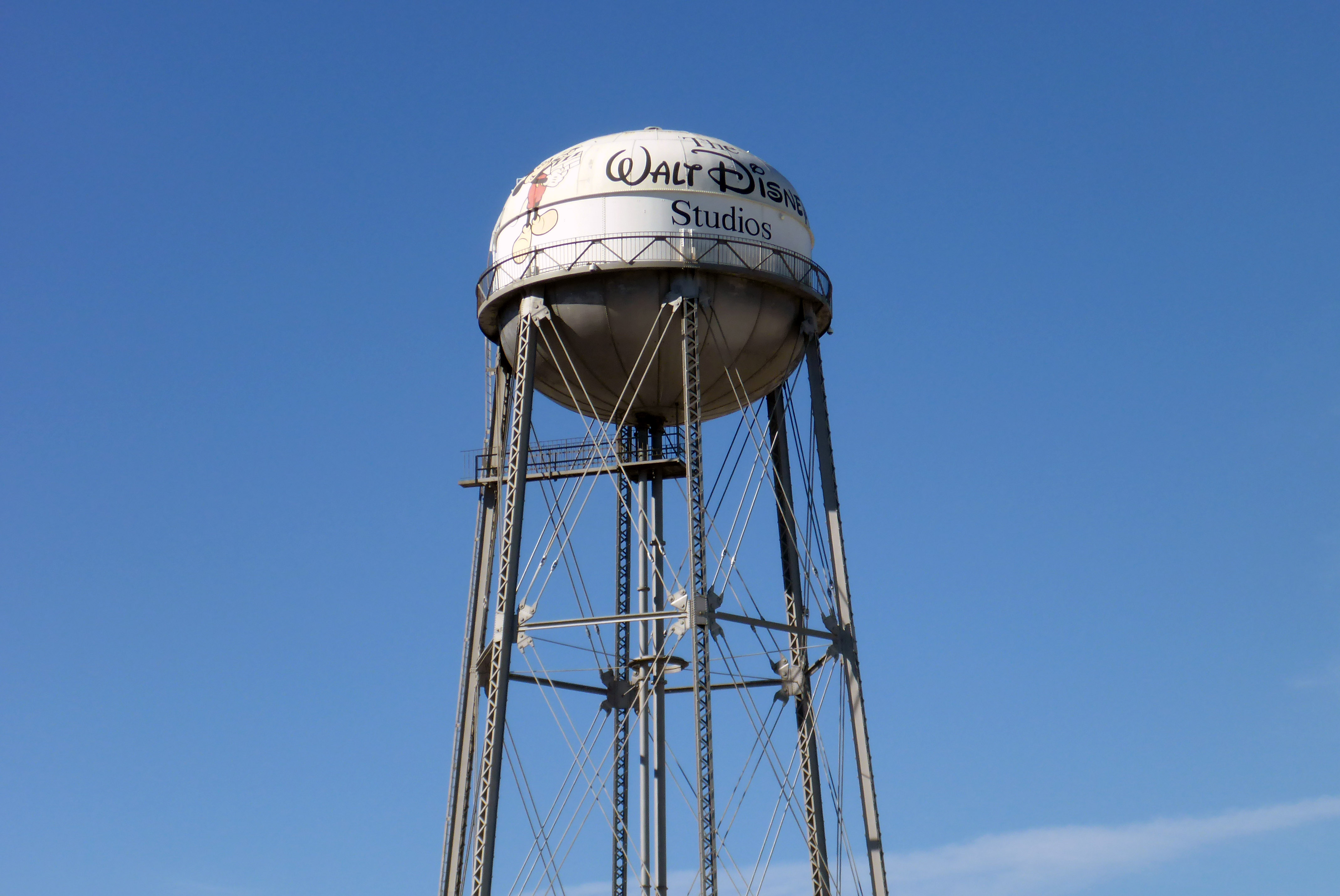
Le Château d'eau du studio.

Il existe d'autres bâtiments à la fonction plus ou moins définies de manière officielle.
- Commissary, C'est la principale cafétéria du studio, située juste à l'ouest de l'ensemble Stages A-B-C-D. Jimmy Johnson détaille le contenu du bâtiment qui comprend en plus de la salle principale, la Coral Room pour la direction, la Ink & Paint Tea room pour prendre le thé ou le café et le Penthouse Club, une salle de gym attenante située derrière le restaurant[74]. D'après Douglas Brode, la cafétéria du studio a longtemps été l'une des seules d'Hollywood à servir de la bière durant les repas[75]. La Coral Room accueille aussi les réalisateurs et les vedettes de films[76].
- L’Hyperion Bungalow est la reconstruction pièce par pièce du bâtiment de la direction de Disney au studios d'Hyperion Avenue. Il accueille aujourd'hui un Disney Store et une infirmerie au sud du complexe  Stages A-B-C-D.
- Le Département des accessoires (Prop shop) est un édifice de 3 étages construit en 1952[19] situé  à l'ouest du complexe.
- Digital Studio Center, ancien bâtiment de production numéro 78, il a été rénové et transformé en un centre de post-production numérique[77]. Il est situé entre la caserne de pompiers et les studios 2, 4&5. Il a été inauguré le 12 décembre 2012[32]. Il comporte trois services[77],[32] : 
  - Digital Media Center pour le service de transformation des vidéos pour les plateformes numériques sur 8 000 pieds carrés (743 m2) au rez-de-chaussée
  - Disney Golden Eyes and Ears les archives sonores et vidéos de Disney
  - Creative Editorial, Sound Design and Global Collaboration Center pour la post-production numérique interne mais aussi externe à Disney sur 17 000 pieds carrés (1 579 m2) au second étage
- la caserne de pompier et la station essence sont situées face au Zorro Parking.
- Le Zorro Parking ouvert en 2001, permet de garer les voitures d'une partie des nombreux employés des studios. Il comprend 7 niveaux dont trois souterrain pouvant accueillir 1 576 véhicules[78]

#### La bibliothèque Disney
D'après le catalogue de l'exposition Il était une fois Walt Disney Walt Disney regroupe pour les besoins de ses animateurs de nombreuses œuvres littéraires ou artistiques afin de les aider. En 1934, la Disney Animation Library ouvre au sein des studios d'Hypérion puis emménage en 1941 dans le tout nouveau Animation Building. Le principe de ce service était une véritable bibliothèque à usage interne ou pour les employés.
En 1935, la collection s'est enrichie de nombreuses œuvres européennes achetées spécialement par Walt Disney lors d'un voyage de onze semaines en Europe durant l'été. Plus de 350 livres furent ainsi achetés en France, au Royaume-Uni, en Allemagne et en Italie.
La tenue des fiches d'emprunt permet de connaître les lectures de chacun des livres et de faire ressortir les sources d'inspiration des productions de Disney ou les intérêts personnels des employés.
En 1986, la collection fut dispersée entre plusieurs services de la Walt Disney Company dont l’Animation Research Library (rattachée à Walt Disney Pictures) ou l’Information Research Center (rattaché à Walt Disney Imagineering).

### Éléments disparus
À partir de 1941, le studio possédait des bâtiments temporaires en bois récupérés des studios d'Hypérion et hébergeant le service publicité jusqu'au transfert dans le Roy O. Disney Building et la destruction des édifices en 1977 sauf l'Hyperion Bungalow. L'un des premiers éléments est une plage artificielle construite pour le tournage des Trois Caballeros (1944) et encore utilisée pour Le Gang des chaussons aux pommes (1975).
La zone Zorro Street a été construite pour la série Zorro en juin 1955 et comprenait plusieurs bâtiments du village de « Pueblo La Reina de Los Angeles », la caserne de soldats avec ses palissades. Ils ont été construits la direction de Marvin Aubrey Davis pour un budget de 100 000 USD. L'ensemble a servi pour des scènes supposées se dérouler en France comme Rentrez chez vous, les singes ! (1967) ou l'Italie dans The Treasure of San Bosco Reef (1968), téléfilm en deux épisodes de Walt Disney's Wonderful World of Color.
La zone Western Street a été utilisée pour plusieurs films et séries comme Elfego Baca et Texas John Slaughter. Elle a été conçue par John B. Mansbridge et construite avec un budget de 175 000 USD. Elle comprend aussi quelques façades construites pour le village irlandais de Darby O'Gill et les Farfadets (1962). En plus des films de western, la rue se transforme en un village de pêcheur du Maine pour le film Peter et Elliott le dragon (1977). Pour devenir la ville fictive de Passamaquody, le décorateur Jack Martin Smith a dû maquiller les 30 bâtiments western existants et superviser la construction de 8 autres.
Les zones Zorro et Western étaient entourées par des collines artificielles plantées d'arbres servant de « décors naturels » pour les séries Zorro ou Daniel Boone (1960). Elles ont ainsi servi pour figurer des jardins de maison dans le film L'Été magique (1963). Ce système appelé « Berm » a servi pour entourer le parc Disneyland et a été utilisé par d'autres studios comme le Ranch Columbia qui comprenait une plage artificielle dans les années 1960. Cette implantation de talus a été proposée à Walt Disney par le réalisateur William H. Tuntke et la terre nécessaire provient à la fois du studio et d'une entreprise de piscine locale. En 1966, à la mort de Walt Disney, le studio compte cinq collines différentes. Une colline avec un lagon tropical utilisée pour Lieutenant Robinson Crusoé (1966) convertie par la suite en bayou pour le téléfilm Bayou Boy (1971). Une seconde le long de la Western Street et de la Residential Street. La troisième, le long de la Zorro Street, comprenait une rivière avec une cascade en circuit fermé. La quatrième a été utilisée comme arrière-plan de la ville dans Quatre Bassets pour un danois (1966). La cinquième et dernière comprenait un bassin et une cabane en bois utilisés pour figurer le lac Vermont dans Calloway le trappeur (1965). La colline quatre et la colline cinq ont été utilisées pour tourner les scènes du camp de mineurs d'or californien dans L'Honorable Griffin (1967).
Une oliveraie a été plantée à proximité de l'Animation Building pour le tournage de Rentrez chez vous, les singes ! (1967) et supprimée plusieurs années plus tard lors d'un agrandissement du studio.
La Zorro Street, la Residential Street et la Western Street ainsi que la place centrale de village ont été détruits en 1984 pour y placer des caravanes et bureaux mobiles pour les producteurs indépendants engagés par le studio, comme les productions du label Touchstone Pictures. Les parkings seront remplacés par des édifices en dur dans les années 1990, les plateaux 6&7 et le Frank G. Wells Building. Au milieu des années 1990 le seul élément restant est un décor de place centrale d'une ville construit en 1982 pour La Foire des ténèbres (1983).
Fin 2014, plusieurs bâtiments techniques situés de part et d'autre du château d'eau, dont la menuiserie, l'atelier de peinture et de maquette, ont été détruits pour en faire un parking.

## Pollution au chrome hexavalent
En 1938, Disney fait installer un système d'air conditionné dans le complexe avec captage dans la nappe phréatique et vidange dans des bassins qui se déversent dans la rivière Los Angeles, système remplacé en 1993 par de l'eau provenant du réseau municipal de Burbank. En 1996, Lockheed Martin paye 60 millions d'USD pour la pollution au chrome hexavalent d'un site proche des studios Disney, pollution popularisée par Erin Brockovich. Des plaintes sont déposées à la mairie à partir de 2006. En août 2009, des ONG et des riverains entament un procès contre Disney,.
En 2010, l'Environmental Protection Agency identifie le site de Disney comme une source potentielle de chrome hexavalent, cela est confirmé par un rapport d'avril 2012 malgré les dénégations de Disney. Ce rapport publié en août 2012 note la présence de chrome hexavalent dans 97 des 136 échantillons.
Le 10 février 2015, Disney met fin au procès en acceptant de payer 250 000 USD de frais de justice aux plaignants et d'installer  des dispositifs de filtrage dans six à huit bassins de rétention d'eau.

## Bureaux Disney à proximité et autres studios Disney
La société Disney s'est étendue et possède ou a possédé d'autres bureaux dans les environs de son siège de Burbank. Il est possible de citer :
- juste au nord du complexe, le 2401 West Alameda Avenue qui accueille une crèche pour Disney
- Le Buena Vista Plaza au 2411 West Olive Avenue hébergeant la Partners Federal Credit Union
- Le Grand Central Creative Campus à Glendale
- Le Royal Laundry Complex à Pasadena qui est le siège social de Disney Store
- le 5161 Lankershim Blvd à North Hollywood, locaux précédemment utilisés par le Walt Disney Internet Group

### Autres lieux de tournages de Disney
La société Disney gère, en plus des plateaux décrits ci-dessus, d'autres lieux de tournages par l'intermédiaire de sa filiale Walt Disney Core Studios dont le Disney's Golden Oak Ranch.
Les studios d'animation Disney et des filiales sont répartis sur plusieurs autres sites :
- Grand Central Creative Campus
  - DisneyToon Studios
  - Disney Television Animation
- Pixar Campus à Emeryville près de San Francisco

### Studios au Royaume-Uni
La société Disney a par deux fois maintenu une présence au Royaume-Uni pour la production cinématographique, la première à partir de la fin des années 1940 puis à la fin des années 1950. Le studio utilise d'abord les locaux des Denham Film Studios dans le Buckinghamshire près de Londres. Mais dès 1952 le studio de Denham ferme ses portes, la dernière production tournée au studio est Robin des Bois et ses joyeux compagnons de Disney. De juin à septembre 1952, Walt Disney retourne en Grande-Bretagne pour la production de La Rose et l'Épée (1953).
La seconde présence au Royaume-Uni était établie dans les années 1960 aux Pinewood Studios sous la direction de Hugh Attwooll avec un petit groupe d'employés dont aucun n'était sous contrat avec Disney alors que tous travaillaient presque exclusivement sur des projets Disney.

## Autres sièges de Disney
Le 17 octobre 2007, Disney Publishing déménage son siège social du 114 Cinquième Avenue à New York pour White Plains à 25 milles (40 km) au nord de la mégapole, dans un immeuble situé au 44 South Broadway. 175 employés doivent investir les nouveaux locaux mais une partie des employés dont des éditeurs continuent d'occuper ceux de la cinquième avenue. L'espace libéré a permis à Hyperion d'investir deux étages du 114 Cinquième Avenue. Le 24 avril 2012, Disney précise qu'au plus tard le 30 septembre, 100 employés de la direction et liés aux contenus numériques iront à Glendale tandis que 50 employés du Disney Book Group retourneront à New York à proximité des éditeurs.

### Siège new-yorkais d'ABC sur la 66th Street
De 1983 à 2013, Disney louait plusieurs milliers de mètres carrés au 157 Columbus Avenue, juste de l'autre côté de la 67e rue.
À partir de 1996, avec l'achat de American Broadcasting Company, Disney investit en partie les locaux d'ABC situés de part et d'autre de la West 66 Street qui comprennent
- le siège officiel d'ABC situé au 77 West 66th Street, un édifice de 22 étages construit en 1988 sur une parcelle de 175 pieds (53 m) × 200 pieds (61 m)[99] ;
- le 149-155 Columbus Avenue, un édifice en deux parties, l'une de 10 et l'autre de 7 étages, toutes deux comportant des baies vitrées aux étages supérieurs. L'ensemble est construit sur une parcelle de 100 pieds (30 m) × 200 pieds (61 m)[100] ;
- le 30-34 West 67th Street, un édifice de 15 étages avec une façade sur la 66e et la 67e rue sur une parcelle de 100 pieds (30 m) × 100 pieds (30 m)[101] ; Le 1er avril 2014, ABC vend trois terrains de la 66e rue de New York, les 36, 38 et 40 situés à proximité de son siège social, au promoteur immobilier Megalith Capital Management pour 85 millions d'USD[102]
- l'ancien First Battery of New York National Guard, un édifice situé au numéro 56 de l'autre côté de la rue. C'est un édifice de 5 étages sur une parcelle de 174 pieds (53 m) × 100 pieds (30 m)[99] ;
- ABC occupe aussi le 47 West 66th Street, trois édifices dont un de 14 étages sur une parcelle de 375 pieds (114 m) × 100 pieds (30 m)[99]. Le bâtiment qui accueille ABC News a été rebaptisé Barbara Walters le 6 mai 2014 en l'honneur de la journaliste ayant pris sa retraite un mois plus tôt après 50 ans de carrière chez ABC[103],[104].

Le 9 juillet 2018, la société Silverstein confirme acheter les 9 bâtiments du siège d'ABC à New York pour 1,16 milliard d'USD grâce à un emprunt de 90 millions auprès de la Deutsche Bank. L'achat concerne le 125 West End Avenue, 7, 47, 77 et 320 West 66th Street, le 30 West 67th Street, les 147 et 149 Columbus Avenue, ainsi qu'un parking au West 64th Street mais pas le First Battery Armory. Silverstein va acquérir une parcelle de 263 000 pieds carrés (24 433 m2) totalisant 1 700 000 pieds carrés (157 935 m2) de bureaux. Le 5 août 2019, Disney dévoile son projet de nouveau siège social new-yorkais à Hudson Square avec deux immeubles dont le plus haut de 19 étages, 1 300 000 pieds carrés (120 774 m2), des espaces commerciaux au rez-de-chaussée, et devant regrouper les activités de Disney et ABC dont les productions télévisuelles comme les studios pour The View

### Siège new-yorkais de Disney à Hudson Square
Le 9 juillet 2018, le même jour que la vente du siège d'ABC à Silverstein , Disney annonce acheter un bloc à Hudson Square pour y faire son nouveau siège new-yorkais,,. Le 24 juillet 2018, le New York Post précise que les locataires du 4 Hudson Square, ont jusqu'à 2019 pour quitter les lieux des futurs bureaux de Disney devant occupés un tour de plus de 100 000 m². La parcelle est un bloc complet délimité par les rues Varick Street, Vandam Street, Hudson Street et Spring Street,,.
Le 30 avril 2019, le site Commercial Observer publie un dossier sur le futur siège new-yorkais de Disney à New York dans Hudson Square. L'édifice est nommé Four Hudson Square Le développement doit prendre 5 ans, avec la démolition des édifices existants et le futur site doit accueillir les bureaux d'ABC et la chaîne locale WABC-TV avec les studios de productions associés ainsi que ceux des émissions nationales The View ou Live with Kelly and Ryan. Le journaliste s'interroge sur les locaux newyorkais de la Fox à la suite de l'Acquisition de 21st Century Fox par Disney. Le 4 décembre 2024, l'édifice rebaptisé courant août Seven Hudson Square est inauguré et prend pour nom officiel Robert A. Iger Building,.